# Ekstraklasa
La Ekstraklasa, llamada PKO Ekstraklasa por razones de patrocinio, es la máxima categoría del sistema de ligas de Polonia y la principal competición a nivel de clubes del país. Está formada por dieciocho clubes que operan en un sistema de ascensos y descensos con la I Liga, la segunda división polaca. La temporada transcurre de finales de julio a mayo, jugando un total de 34 partidos cada equipo. El ganador de la competición se clasifica para disputar la fase previa de la Liga de Campeones de la UEFA de la temporada siguiente.
La competición fue fundada en Varsovia bajo el nombre de Liga Piłki Nożnej el 4 de diciembre de 1926, pero el primer campeonato polaco fue organizado por la Asociación Polaca de Fútbol (Polski Związek Piłki Nożnej, PZPN) un año después de la independencia de Polonia, el 20 de diciembre de 1919, aunque sin formato de liga. Posteriormente cambió su nombre a I Liga y desde la temporada 2008-09 pasó a denominarse Ekstraklasa (literalmente «liga superior»). En la actualidad, por razones de patrocinio, se la conoce oficialmente como PKO Ekstraklasa.
A lo largo de su historia, veinte clubes han resultado campeones de la Ekstraklasa, siendo el más laureado con 15 títulos el Legia Varsovia, seguido con 14 títulos cada uno el Wisła Cracovia, Ruch Chorzów y Górnik Zabrze, el Lech Poznań con 9, KS Cracovia con 5, Widzew Łódź y Pogoń Lwów con 4, Warta Poznań, Polonia Bytom, Polonia Varsovia, Śląsk Wrocław, ŁKS Łódź, Stal Mielec y Zagłębie Lubin con 2 y Garbarnia Cracovia, Szombierki Bytom, Piast Gliwice, Raków Częstochowa y Jagiellonia Białystok con un solo título. El actual campeón es el Lech Poznań, que ganó su noveno título en la temporada 2024-25.

## Historia

### Antecedentes
El 21 de diciembre de 1919, la recién creada Polski Związek Piłki Nożnej celebró en Varsovia su primer congreso, con más de una treintena de clubes de fútbol interesados en competir en un campeonato nacional. La reunión dictaminó la creación de cinco distritos de fútbol con sede en las ciudades de Cracovia, Lviv, Łódź, Poznań y Varsovia, denominados OZPN. Cada distrito tendría dos divisiones (Clase A y Clase B) y los primeros clasificados de la máxima categoría disputarían un torneo final, del que saldría un vencedor que se alzaría con el título de campeón de Polonia. La primera jornada de la competición estaba programada para el 29 de agosto de 1920, aunque el estallido de la guerra polaco-soviética impidió desarrollar la liga con normalidad.
Las siguientes temporadas transcurrieron sin ningún tipo de rémora, siendo el KS Cracovia el primer vencedor de la liga, quedando por delante del Polonia Varsovia y el Warta Poznań. Exceptuando la campaña de 1924-25, suspendida por la celebración de los Juegos Olímpicos de París, entre 1922 y 1926 el Pogoń Lwów dominó el fútbol profesional polaco, encadenando cuatro títulos consecutivos. No obstante, pronto se sucederían numerosas objeciones frente al sistema de juego planteado por la PZPN, celebrándose en diciembre de 1926 una nueva conferencia para solucionar las disputas internas entre los directivos de la Asociación Polaca de Fútbol y el resto de equipos polacos.

### Creación del Campeonato polaco
Los representantes de varios clubes de fútbol se reunieron en Cracovia para discutir la posibilidad de crear una nueva liga de fútbol, sin contar con el consentimiento de la PZPN. Como resultado de la asamblea, el 6 de enero de 1927, se formó de manera independiente la Polską Ligę Piłki Nożnej, pese al intento por parte de la Asociación Polaca de Fútbol de frenar su fundación. El nuevo campeonato polaco era respaldado por doce de los trece equipos de fútbol presentes en la reunión, siendo el KS Cracovia la única entidad que se oponía a su creación. El boicot del KS Cracovia se debía en gran medida a su director, el Dr. Edward Cetnarowski, quien desempeñaba al mismo tiempo el cargo de director de la PZPN. Cetnarowski era una personalidad conocida e influyente no sólo en Polonia, sino también en otros países. Fue gracias a sus esfuerzos que en septiembre de 1923 el KS Cracovia, considerado uno de los equipos más fuertes del fútbol polaco, realizó un viaje a España en el que jugó varios partidos amistosos, frente a clubes de gran calibre como el FC Barcelona, el Real Madrid o el Sevilla FC.
Fue en el congreso de la PZPN llevado a cabo en Varsovia a finales de febrero de 1927 cuando sus responsables se opusieron abiertamente a la liga, acusando a los clubes de estar presuntamente incitados por algunos generales del ejército polaco, quienes habían dado un golpe de Estado en mayo de 1926. La nueva competición se anunció oficialmente el 1 de marzo de 1927, siendo el Jutrzenka Cracovia el encargado de ocupar la plaza del KS Cracovia. Finalmente el PZPN renunció y aceptó la Polską Ligę Piłki Nożnej el 18 de diciembre de 1927, y el KS Cracovia regresó a la máxima categoría la siguiente temporada.

### Primeros años de la liga

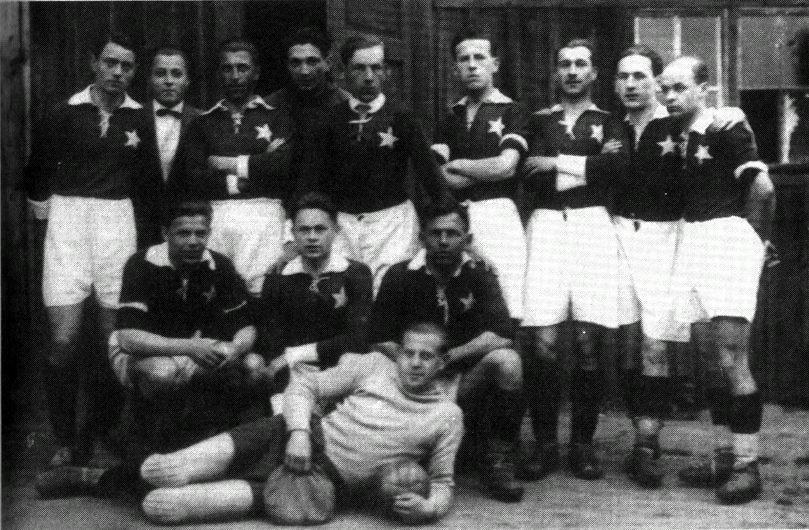
Plantilla del Wisła Cracovia en 1927, primer campeón de la Ekstraklasa.

Con el KS Cracovia fuera de la primera campaña, la lucha por el primer campeonato de la Liga Piłki Nożnej se decidió entre dos de los equipos más poderosos del momento: el Wisła Cracovia y el 1. FC Katowice. Dicha rivalidad trascendía mucho más de lo deportivo, pues el FC Katowice estaba considerado como el equipo que apoyaba la minoría alemana, mientras que el Wisła Cracovia representaba las ambiciones del pueblo polaco. Los primeros partidos de la liga comenzaron el 3 de abril de 1927, y fue en otoño de 1927 cuando se enfrentaron en la ciudad de Katowice el FC Katowice y el Wisła, en donde vencería este último por 2-0, proclamándose campeón de la primera edición de la Ekstraklasa. El FC Katowice terminó en segunda posición y el Warta Poznań en tercer lugar. Esta es la clasificación final del torneo finalizado en noviembre del mismo año:
| - 1. Wisła Cracovia - 2. 1. FC Katowice - 3. Warta Poznań - 4. Pogoń Lwów - 5. Legia Varsovia - 6. Klub Turystów Łódź - 7. ŁKS Łódź | - 8. Polonia Varsovia - 9. Czarni Lwów - 10. TKS Toruń - 11. Hasmonea Lwów - 12. Ruch Chorzów - 13. KS Warszawianka - 14. Jutrzenka Cracovia |

El KS Cracovia se incorporó en 1928 a la liga de nuevo, aunque el Wisła Cracovia seguía ejerciendo su hegemonía en el fútbol polaco gracias a jugadores como Henryk Reyman, Mieczyslaw Balcer o Jan Kotlarczyk. El trofeo iría a parar ese mismo año a las manos del Wisła Cracovia, siendo el Warta Poznań segundo y el Legia Varsovia tercero. También sería el último año de gloria para el 1. FC Katowice, que terminaría quinto y descendería al final de la siguiente temporada. En los años posteriores, equipos cracovianos como el KS Cracovia (1930, 1932) o el Garbarnia Cracovia (1931) dominarían la competición con bastante soltura, exceptuando el caso del Warta Poznań en 1929.
El Warta Poznań se alzaría con el título de campeón por delante del Garbarnia Cracovia, aunque dicha victoria no estaría exenta de polémica. El 1 de diciembre de 1929, el Garbarnia Cracovia era líder de la clasificación y tenía la liga prácticamente ganada. Sin embargo, dos semanas más tarde, los miembros de la PZPN cambiaron el resultado del partido entre el Warta Poznań y Klub Turystow Łódź, que originalmente había perdido por 1-2, para determinar un 3-0 a favor del club de Poznań, pues uno de los jugadores del Turystow Łódź no tenía todos los documentos necesarios para competir. Como resultado de la decisión, el Warta se convirtió en el campeón con 33 puntos, dejando al Garbarnia en segundo lugar con un punto menos (32).

### Dominio del Ruch Chorzów

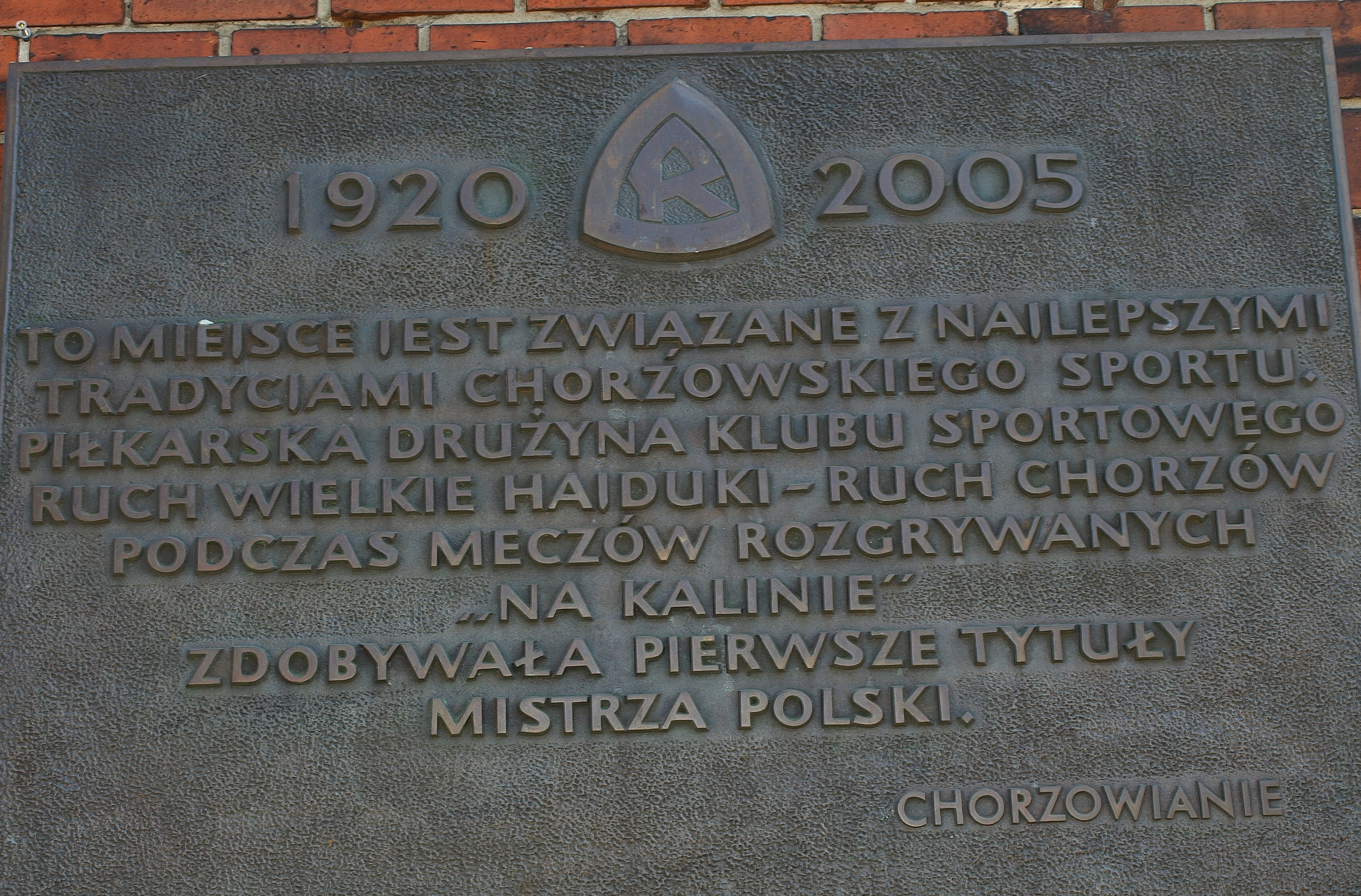
Placa conmemorativa de la fundación del Ruch Chorzów.

A comienzos de la década de 1930, se produjo un declive de los equipos de Cracovia y Lvov como epicentros del fútbol polaco, desplazándose hacia el oeste, a la región de Alta Silesia, que había pertenecido a Polonia desde 1921 tras los Levantamientos de Silesia. El Ruch Chorzów, por aquel entonces Ruch Wielkie Hajduki, dominó por completo la primera división a partir de 1933, siendo campeón en cuatro ocasiones consecutivas. Al año siguiente llegaron a terminar con siete puntos de ventaja sobre el segundo, el KS Cracovia, gracias a los goles de Teodor Peterek, Ernest Wilimowski o Gerard Wodarz, entre otros.
La Asociación Polaca de Fútbol decidió ir reduciendo el número de equipos en la liga, pasando de doce a principios de 1933 hasta diez clubes en 1938, esperando aumentar la competencia y atraer a muchos más aficionados a los estadios. No obstante, la participación de los hinchas no fue la esperada y el Ruch Chorzów seguía siendo el equipo más popular, tanto en casa como fuera. A finales de 1935 el KS Cracovia, uno de los grandes veteranos del deporte, descendió a la segunda categoría del fútbol profesional; su ausencia duraría un año, regresando en 1937 para convertirse a la postre en campeón de la Ekstraklasa, rompiendo la racha que mantenía el Ruch Chorzów.
La temporada de 1939 no se llegó a concluir debido a la Segunda Guerra Mundial. El 31 de agosto de ese mismo año, después de doce partidos, el Ruch Chorzów era el líder en solitario en la tabla. Después de la jornada acontecida el 20 de agosto, se impuso un descanso debido a los amistosos internacionales en los que participaría entre otras la selección polaca. Los partidos se retomarían el 10 de septiembre, aunque la ocupación de Polonia puso fin a la competición de manera repentina. Esta es la lista de los diez equipos que participaron en los históricos partidos del Campeonato de Polonia de entreguerras; los equipos se presentan de acuerdo a su posición en la tabla, a 31 de agosto de 1939:
| - 1. Ruch Chorzów - 2. Wisła Cracovia - 3. Pogoń Lwów - 4. AKS Chorzów - 5. Warta Poznań | - 6. KS Cracovia - 7. Polonia Varsovia - 8. Garbarnia Cracovia - 9. KS Warszawianka - 10. Union Touring Łódź |

### Tras la Segunda Guerra Mundial
Como resultado de la Segunda Guerra Mundial, las fronteras de Polonia cambiaron significativamente. Lviv, uno de los centros de fútbol polaco (con clubes históricos tales como el Pogoń Lwów, Czarni Lwów o el Lechia Lwów) fue anexionada por la Unión Soviética y todos estos equipos dejaron de existir. Los responsables del fútbol en Lviv y los jugadores se trasladaron hacia el oeste, con la creación de clubes como el Polonia Bytom, el Odra Opole y el Pogoń Szczecin. Otro centro importante como Vilna (con el club Śmigły Wilno) fue también anexionado por los soviéticos. En cambio, Polonia logró una gran franja de territorio que antes era alemán, en particular en Silesia, con ciudades como Zabrze (hogar del 14 veces campeón Górnik Zabrze), Bytom (hogar de los campeones Polonia Bytom y Szombierki Bytom) y Lubin (sede del doble campeón Zagłębie Lubin).

### Reanudación de la competición
A pesar de los cambios territoriales, en junio de 1945 comenzaría el proceso de reactivación de la Ekstraklasa, ahora rebautizada como Liga Państwowa. El 29 de junio del mismo año se presentaría el proyecto en la 26.ª Asamblea General de la Asociación Polaca de Fútbol, aunque sería rechazado. El 1 de julio de 1946 el sindicato anunció un referéndum para solicitar la refundación de la competición, pero un artículo publicado por el periódico Sport el 26 de julio recordó que la Polską Ligę Piłki Nożnej aún seguía existiendo, pues nunca llegó a disolverse, solo suspendió sus operaciones durante el conflicto. 
El 10 de agosto de 1946, durante una reunión en Cracovia propuesta por el KS Cracovia, se decidió reactivar el torneo bajo el nombre de Liga PZPN, asistiendo los delegados de 14 clubes polacos: 9 representantes de los clubes que competían en la máxima categoría antes de la guerra (KS Cracovia, Wisła Cracovia, Garbarnia Cracovia, Legia Varsovia, Polonia Varsovia, ŁKS Łódź, Warta Poznań, Ruch Chorzów y AKS Chorzów), un integrante del Polonia Bytom (considerado equipo sucesor del Pogon Lwów) al igual que cuatro miembros observadores (Widzew Łódź, Lech Poznań, Zagłębie Sosnowiec y Rymer Niedobczyce). La dirección de la liga correría a cargo de Tadeusz Dręgiewicz y un total de 12 equipos disputarían un sistema de juego consistente en dos clasificaciones (Liga I y Liga II). Sin embargo, la Asociación Polaca de Fútbol determinaría durante la 28.ª Asamblea General Extraordinaria que dicho sistema no sería vigente, seleccionando a un vencedor para la temporada 1946 sin seguir los criterios y el modelo propuesto por Stanisław Mielech.

Jugadores del Polonia Varsovia celebran la Copa de Polonia ganada en 1952.

Durante la 29.ª Asamblea General Extraordinaria celebrada en Varsovia el 14 y 15 de diciembre de 1946, se sometieron a votación dos proyectos de liga, resultando ganadora la propuesta presentada por Andrzej Przeworski, consistente en una competición mixta de liga y copa. El 22 de febrero de 1947, la PZPN presentaría en Łódź la Klasy Państwowej, cuya primera jornada tendría lugar el 14 de marzo de 1948 y se disputaría hasta otoño del mismo año. El KS Cracovia y el Wisła Cracovia terminaron como líderes de la clasificación al empatar con el mismo número de puntos, enfrentándose en una final en el campo neutral del Garbarnia donde el Cracovia derrotaría a su eterno rival por 3-1.
En los años posteriores sería el Wisła Cracovia quien se alzaría como campeón indiscutible de la máxima división polaca, aunque en la edición de 1951 se le otorgaría al Ruch Chorzów el título de campeón de liga tras haberse proclamado vencedor de la Copa de Polonia. Al año siguiente se cambió el sistema de juego, estableciendo dos grupos cuyos campeones se enfrentarían en unos play-offs por el trofeo, y diez años más tarde se abandonaría el ciclo primavera-otoño para ajustarse a las fechas del resto de países europeos, iniciando la temporada a finales de verano y concluyendo en el mes de mayo.

### Nuevos patrocinadores
A comienzos del nuevo milenio, la Asociación Polaca de Fútbol empezó a buscar un sponsor principal para patrocinar la Ekstraklasa. Se produjeron negociaciones entre la PZPN y uno de los principales bancos de Polonia, aunque las conversaciones finalizaron el 18 de noviembre de 2002 sin resultados. En verano de 2004 se anunció finalmente una licitación respecto a la compra de los derechos de nombre de la primera división polaca, uniéndose dos postores de la industria de la telefonía móvil polaca: T-Mobile Polska y Orange Polska. El 14 de octubre de 2004, el comité de licitación votó por unanimidad a favor de la segunda oferta, seleccionando así a la filial polaca de Orange como patrocinadora oficial de la liga tras haber desembolsado cerca de 31,6 millones de złotys. El primer partido bajo la nueva denominación de Idea Ekstraklasa se produciría el 9 de marzo de 2005 entre el Legia de Varsovia y el Pogoń Szczecin, prolongándose el acuerdo de patrocinio hasta junio de 2008.
El 16 de septiembre de 2005, con motivo del cambio de marca del patrocinador principal de la competencia, la máxima categoría cambiaría su nombre a Orange Ekstraklasa. Ese mismo año la entidad Ekstraklasa SA firmaría un contrato con la PZPN para administrar la competición, reuniéndose entre el 28 y el 30 de julio de 2006 para concretar la adquisición y dar comienzo el primer campeonato de la Ekstraklasa dirigido de principio a fin por un organismo que no fuese la Asociación Polaca de Fútbol. Aun así la PZPN seguiría siendo responsable de ciertas tareas como los procesos de licenciamiento, el registro de clubes para las competiciones continentales, la seguridad en los estadios o los asuntos disciplinarios sometidos a apelación.

### Reformas del campeonato
El 7 de enero de 2007, la Asociación Polaca de Fútbol y los altos directivos de Ekstraklasa SA concretaron una reunión, con la finalidad de reformar la liga masculina a partir de la temporada 2008/09. Dicho acuerdo supondría un cambio en cada uno de los nombres de los distintos niveles del fútbol polaco, adquiriendo la máxima categoría la denominación actual de Ekstraklasa. Durante los siguientes años sería la multinacional alemana de red móvil T-Mobile la patrocinadora principal de la Ekstraklasa. La liga polaca volvería a adaptar la competición el 5 de abril de 2013, esta vez dividiendo a los dieciséis equipos en dos grupos iguales tras la 30.ª jornada, en la que ocho clubes competirían entre sí para ganar el título liguero mientras que los otros ocho equipos se jugarían la salvación del descenso a la segunda división. El sistema de puntaje también sería modificado a 2 puntos por cada victoria lograda, siendo vigente hasta la temporada 2017/18.
Para la temporada 2016/17, Ekstraklasa SA y Totalizator Sportowy firmaron un contrato por un año para comprar los derechos de nombre de la competencia, que pasaría a llamarse Lotto Ekstraklasa. A partir del 15 de julio de 2016, Totalizator Sportowy se convirtió en el socio titular de la liga y su logotipo aparecería en las camisetas de todos los futbolistas, marcadores y tableros electrónicos, sala de prensa y durante las transmisiones televisivas de los partidos, además de figurar en las redes sociales de los dieciséis clubes de la Ekstraklasa. Un año más tarde, el 7 de julio de 2017, se anunciaría la inclusión del videoarbitraje (Video Assistant Referee, VAR).
En la temporada 2020/21, se acordó la ampliación del número de clubes de dieciséis a dieciocho equipos, motivo por el que únicamente el último clasificado de la liga, el Podbeskidzie Bielsko-Biała, fue relegado a la segunda división. Asimismo, se anunció el aumento del número de sustituciones de tres a cinco cambios por partido. Debido al retraso en el inicio de la temporada causado por la pandemia de COVID-19, la temporada acortó el número de jornadas a 30, sin dividirse en las fases de Campeonato y Descenso presentes en las ediciones anteriores, aunque estas volverán a retomarse a partir de la temporada 2021-22.

## Sistema de competición
La temporada se inicia en el mes de julio y se prolonga hasta mayo del siguiente año, con un paréntesis invernal entre diciembre y marzo. Los dieciocho clubes que integran la Ekstraklasa se enfrentan todos contra todos en dos ocasiones (una en campo propio y otra en campo contrario), siguiendo un calendario previamente establecido por sorteo. Acto seguido, los nueve mejores equipos forman un grupo y se enfrentan todos contra todos una vez, y los clubes que hayan quedado en peor posición forman otro grupo con el mismo sistema de competición. En total, cada equipo disputa 36 partidos.
El ganador de un partido obtiene tres puntos, en caso de empate hay un punto para cada equipo y el perdedor no obtiene puntos. Al final, aquel que sume más puntos obtiene el título de campeón de liga y la clasificación para la segunda ronda clasificatoria de la próxima edición de la Liga de Campeones de la UEFA. El subcampeón de liga y el tercer clasificado acceden la próxima temporada a la primera ronda clasificatoria de la Liga Europa Conferencia de la UEFA. Los tres últimos clasificados de la Ekstraklasa son descendidos al término de la temporada a la Pierwsza Liga Polska (segunda categoría), siendo reemplazados por los dos primeros clasificados de esta categoría y el ganador de los play-off entre los equipos ubicados entre el tercer y el sexto puesto.

## Participantes
A lo largo de la historia de la competición han participado ochenta y siete equipos diferentes, siendo el Legia Varsovia el club que ha disputado más ediciones del campeonato, con un total de 88 temporadas en la máxima categoría. Le suceden el Wisła Cracovia y el Ruch Chorzów como los equipos más veteranos de la Ekstraklasa, con 82 y 78 temporadas respectivamente. Entre los participantes de la actual campaña, el Puszcza Niepołomice es el equipo más novel de la categoría, que debutó por primera vez en la Ekstraklasa 2023-24.
El campo de juego más antiguo de Polonia en la competición es el Estadio Municipal Florian Krygier, con orígenes en el año 1925 y utilizado por el Pogoń Szczecin, aunque remodelado a principios de la década del 2020. Por otro lado, el Arena Katowice del club homónimo es el recinto más novedoso del campeonato, inaugurado en el año 2025.
Aunque en los primeros años solo participaban entre diez y doce equipos, más adelante se fue incrementando paulatinamente la cifra hasta los actuales dieciocho equipos, establecida a partir de la temporada 2021-22.

### Temporada 2025–26
| Equipos de la temporada 2025-26 |            |                   |            |
| Club                            | Temporadas | Club              | Temporadas |
| Arka Gdynia                     | 17         | Legia de Varsovia | 89         |
| Bruk-Bet Termalica Nieciecza    | 5          | Motor Lublin      | 11         |
| KS Cracovia                     | 47         | Piast Gliwice     | 16         |
| GKS Katowice                    | 32         | Pogoń Szczecin    | 53         |
| Górnik Zabrze                   | 68         | Radomiak Radom    | 6          |
| Jagiellonia Białystok           | 23         | Raków Częstochowa | 11         |
| Korona Kielce                   | 18         | Widzew Łódź       | 39         |
| Lech Poznań                     | 65         | Wisła Płock       | 17         |
| Lechia Gdańsk                   | 33         | Zagłębie Lubin    | 37         |

## Historial
De los 86 equipos diferentes que han disputado la Ekstraklasa a lo largo de su historia, hasta ahora han sido capaces de ganar el torneo veinte clubes. El Legia de Varsovia ostenta el récord de 15 campeonatos conseguidos, seguido del Górnik Zabrze, el Ruch Chorzów y el Wisła Cracovia, con un total de 14 títulos cada uno. Los siguientes en el listado son el Lech Poznań, en 9 ocasiones; el KS Cracovia, en 5; Widzew Łódź y el extinto Pogoń Lwów, en 4; el Warta Poznań, Polonia Bytom, Polonia Varsovia, Śląsk Wrocław, ŁKS Łódź, Stal Mielec y Zagłębie Lubin, en 2 y el Garbarnia Cracovia, Szombierki Bytom, Piast Gliwice, Raków Częstochowa y Jagiellonia Białystok, en una.
Tradicionalmente, los cuatro grandes ejes del fútbol polaco han sido los voivodatos de Silesia, Pequeña Polonia, Mazovia y Gran Polonia, regiones de las que proceden la mayoría de los equipos ganadores del trofeo. Un total de cinco equipos silesianos se han proclamado campeones de la primera división polaca, sumando entre ellos un total de 33 ligas. Los clubes cracovianos van en segunda posición con 20 títulos, seguidos de las ciudades de Varsovia (17), Poznan (11) y Łódź (6). El voivodato de Baja Silesia son los antepenúltimos en el palmarés por región, con 4 campeonatos conseguidos por el Śląsk Wrocław y el Zagłębie Lubin, seguidos del voivodato de Subcarpacia con los dos triunfos del Stal Mielec y el voivodato de Podlaquia cierra la lista con un único vencedor, el Jagiellonia (1).
Nota: Entre paréntesis, veces que ha sido campeón el club.
| Temporada                         | Campeón                                                                                | Subcampeón                                                                             | Tercero                                                                                | Notas                                                                                  |
| Mistrzostwa Polski w piłce nożnej | Mistrzostwa Polski w piłce nożnej                                                      | Mistrzostwa Polski w piłce nożnej                                                      | Mistrzostwa Polski w piłce nożnej                                                      | Mistrzostwa Polski w piłce nożnej                                                      |
| --------------------------------- | -------------------------------------------------------------------------------------- | -------------------------------------------------------------------------------------- | -------------------------------------------------------------------------------------- | -------------------------------------------------------------------------------------- |
| 1920                              | Campeonato interrumpido por la Guerra polaco-soviética.                                | Campeonato interrumpido por la Guerra polaco-soviética.                                | Campeonato interrumpido por la Guerra polaco-soviética.                                | Campeonato interrumpido por la Guerra polaco-soviética.                                |
| 1921                              | K. S. Cracovia                                                                         | K. S. Polonia Varsovia                                                                 | K. S. Warta Poznań                                                                     | Primer campeonato profesional unificado                                                |
| 1922                              | L. K. S. Pogoń Lwów                                                                    | K. S. Warta Poznań                                                                     | K. S. Cracovia Ł. K. S. Łódź                                                           |                                                                                        |
| 1923                              | L. K. S. Pogoń Lwów                                                                    | Wisła Cracovia S. A.                                                                   | K. S. Warta Poznań K. S. Polonia Varsovia                                              |                                                                                        |
| 1924                              | Campeonato suspendido por los Juegos Olímpicos de París 1924.                          | Campeonato suspendido por los Juegos Olímpicos de París 1924.                          | Campeonato suspendido por los Juegos Olímpicos de París 1924.                          | Campeonato suspendido por los Juegos Olímpicos de París 1924.                          |
| 1925                              | L. K. S. Pogoń Lwów                                                                    | K. S. Warta Poznań                                                                     | Wisła Cracovia S. A.                                                                   |                                                                                        |
| 1926                              | L. K. S. Pogoń Lwów (4)                                                                | K. S. Polonia Varsovia                                                                 | K. S. Warta Poznań                                                                     |                                                                                        |
| Polską Ligę Piłki Nożnej          |                                                                                        |                                                                                        |                                                                                        |                                                                                        |
| 1927                              | Wisła Cracovia S. A.                                                                   | 1. FC Katowice                                                                         | K. S. Warta Poznań                                                                     | Primer campeonato tras la escisión                                                     |
| 1928                              | Wisła Cracovia S. A.                                                                   | K. S. Warta Poznań                                                                     | Legia Varsovia S. A.                                                                   |                                                                                        |
| 1929                              | K. S. Warta Poznań                                                                     | K. S. Garbarnia Cracovia                                                               | Wisła Cracovia S. A.                                                                   |                                                                                        |
| 1930                              | K. S. Cracovia                                                                         | Wisła Cracovia S. A.                                                                   | Legia Varsovia S. A.                                                                   |                                                                                        |
| 1931                              | K. S. Garbarnia Cracovia (1)                                                           | Wisła Cracovia S. A.                                                                   | Legia Varsovia S. A.                                                                   |                                                                                        |
| 1932                              | K. S. Cracovia                                                                         | L. K. S. Pogoń Lwów                                                                    | K. S. Warta Poznań                                                                     |                                                                                        |
| 1933                              | K. S. Ruch Chorzów                                                                     | L. K. S. Pogoń Lwów                                                                    | Wisła Cracovia S. A.                                                                   |                                                                                        |
| 1934                              | K. S. Ruch Chorzów                                                                     | K. S. Cracovia                                                                         | Wisła Cracovia S. A.                                                                   |                                                                                        |
| 1935                              | K. S. Ruch Chorzów                                                                     | L. K. S. Pogoń Lwów                                                                    | K. S. Warta Poznań                                                                     |                                                                                        |
| 1936                              | K. S. Ruch Chorzów                                                                     | Wisła Cracovia S. A.                                                                   | K. S. Warta Poznań                                                                     |                                                                                        |
| 1937                              | K. S. Cracovia                                                                         | A. K. S. Chorzów                                                                       | K. S. Ruch Chorzów                                                                     |                                                                                        |
| 1938                              | K. S. Ruch Chorzów                                                                     | K. S. Warta Poznań                                                                     | Wisła Cracovia S. A.                                                                   |                                                                                        |
| 1939-40                           | Campeonato interrumpido por la Ocupación de Polonia durante la Segunda Guerra Mundial. | Campeonato interrumpido por la Ocupación de Polonia durante la Segunda Guerra Mundial. | Campeonato interrumpido por la Ocupación de Polonia durante la Segunda Guerra Mundial. | Campeonato interrumpido por la Ocupación de Polonia durante la Segunda Guerra Mundial. |
| 1940-41                           | Campeonato interrumpido por la Ocupación de Polonia durante la Segunda Guerra Mundial. | Campeonato interrumpido por la Ocupación de Polonia durante la Segunda Guerra Mundial. | Campeonato interrumpido por la Ocupación de Polonia durante la Segunda Guerra Mundial. | Campeonato interrumpido por la Ocupación de Polonia durante la Segunda Guerra Mundial. |
| 1941-42                           | Campeonato interrumpido por la Ocupación de Polonia durante la Segunda Guerra Mundial. | Campeonato interrumpido por la Ocupación de Polonia durante la Segunda Guerra Mundial. | Campeonato interrumpido por la Ocupación de Polonia durante la Segunda Guerra Mundial. | Campeonato interrumpido por la Ocupación de Polonia durante la Segunda Guerra Mundial. |
| 1942-43                           | Campeonato interrumpido por la Ocupación de Polonia durante la Segunda Guerra Mundial. | Campeonato interrumpido por la Ocupación de Polonia durante la Segunda Guerra Mundial. | Campeonato interrumpido por la Ocupación de Polonia durante la Segunda Guerra Mundial. | Campeonato interrumpido por la Ocupación de Polonia durante la Segunda Guerra Mundial. |
| 1943-44                           | Campeonato interrumpido por la Ocupación de Polonia durante la Segunda Guerra Mundial. | Campeonato interrumpido por la Ocupación de Polonia durante la Segunda Guerra Mundial. | Campeonato interrumpido por la Ocupación de Polonia durante la Segunda Guerra Mundial. | Campeonato interrumpido por la Ocupación de Polonia durante la Segunda Guerra Mundial. |
| 1944-45                           | Campeonato interrumpido por la Ocupación de Polonia durante la Segunda Guerra Mundial. | Campeonato interrumpido por la Ocupación de Polonia durante la Segunda Guerra Mundial. | Campeonato interrumpido por la Ocupación de Polonia durante la Segunda Guerra Mundial. | Campeonato interrumpido por la Ocupación de Polonia durante la Segunda Guerra Mundial. |
| 1946                              | K. S. Polonia Varsovia                                                                 | K. S. Warta Poznań                                                                     | A. K. S. Chorzów                                                                       |                                                                                        |
| 1947                              | K. S. Warta Poznań (2)                                                                 | Wisła Cracovia S. A.                                                                   | A. K. S. Chorzów                                                                       |                                                                                        |
| 1948                              | K. S. Cracovia (5)                                                                     | Wisła Cracovia S. A.                                                                   | K. S. Ruch Chorzów                                                                     | Primera estrella de plata otorgada                                                     |
| I liga polska                     |                                                                                        |                                                                                        |                                                                                        |                                                                                        |
| 1949                              | Wisła Cracovia S. A.                                                                   | K. S. Cracovia                                                                         | K. K. S. Lech Poznań                                                                   |                                                                                        |
| 1950                              | Wisła Cracovia S. A.                                                                   | K. S. Ruch Chorzów                                                                     | K. K. S. Lech Poznań                                                                   |                                                                                        |
| 1951                              | (1)                                                                                    | K. S. Górnik Radlin                                                                    | Legia Varsovia S. A.                                                                   |                                                                                        |
| 1952                              | K. S. Ruch Chorzów                                                                     | K. S. Polonia Bytom                                                                    | K. S. Cracovia Wisła Cracovia S. A.                                                    |                                                                                        |
| 1953                              | K. S. Ruch Chorzów                                                                     | O. W. K. S. Cracovia                                                                   | Wisła Cracovia S. A.                                                                   |                                                                                        |
| 1954                              | K. S. Polonia Bytom                                                                    | Ł. K. S. Łódź                                                                          | K. S. Ruch Chorzów                                                                     |                                                                                        |
| 1955                              | Legia Varsovia S. A.                                                                   | Zagłębie Sosnowiec S. A.                                                               | K. S. Ruch Chorzów                                                                     |                                                                                        |
| 1956                              | Legia Varsovia S. A.                                                                   | K. S. Ruch Chorzów                                                                     | K. S. Lechia Gdańsk                                                                    |                                                                                        |
| 1957                              | K. S. Górnik Zabrze                                                                    | K. S. Gwardia Varsovia                                                                 | Ł. K. S. Łódź                                                                          |                                                                                        |
| 1958                              | Ł. K. S. Łódź                                                                          | K. S. Polonia Bytom                                                                    | K. S. Górnik Zabrze                                                                    |                                                                                        |
| 1959                              | K. S. Górnik Zabrze                                                                    | K. S. Polonia Bytom                                                                    | K. S. Gwardia Varsovia                                                                 |                                                                                        |
| 1960                              | K. S. Ruch Chorzów                                                                     | Legia Varsovia S. A.                                                                   | K. S. Górnik Zabrze                                                                    |                                                                                        |
| 1961                              | K. S. Górnik Zabrze                                                                    | K. S. Polonia Bytom                                                                    | Legia Varsovia S. A.                                                                   |                                                                                        |
| 1962                              | K. S. Polonia Bytom (2)                                                                | K. S. Górnik Zabrze                                                                    | Zagłębie Sosnowiec S. A.                                                               |                                                                                        |
| 1962-63                           | K. S. Górnik Zabrze                                                                    | K. S. Ruch Chorzów                                                                     | Zagłębie Sosnowiec S. A.                                                               |                                                                                        |
| 1963-64                           | K. S. Górnik Zabrze                                                                    | Zagłębie Sosnowiec S. A.                                                               | O. K. S. Odra Opole                                                                    |                                                                                        |
| 1964-65                           | K. S. Górnik Zabrze                                                                    | G. K. S. Szombierki Bytom                                                              | Zagłębie Sosnowiec S. A.                                                               |                                                                                        |
| 1965-66                           | K. S. Górnik Zabrze                                                                    | Wisła Cracovia S. A.                                                                   | K. S. Polonia Bytom                                                                    |                                                                                        |
| 1966-67                           | K. S. Górnik Zabrze                                                                    | Zagłębie Sosnowiec S. A.                                                               | K. S. Ruch Chorzów                                                                     | Récord de campeonatos consecutivos                                                     |
| 1967-68                           | K. S. Ruch Chorzów                                                                     | Legia Varsovia S. A.                                                                   | K. S. Górnik Zabrze                                                                    | Primera estrella de oro otorgada                                                       |
| 1968-69                           | Legia Varsovia S. A.                                                                   | K. S. Górnik Zabrze                                                                    | K. S. Polonia Bytom                                                                    |                                                                                        |
| 1969-70                           | Legia Varsovia S. A.                                                                   | K. S. Ruch Chorzów                                                                     | K. S. Górnik Zabrze                                                                    |                                                                                        |
| 1970-71                           | K. S. Górnik Zabrze                                                                    | Legia Varsovia S. A.                                                                   | Zagłębie Sosnowiec S. A.                                                               |                                                                                        |
| 1971-72                           | K. S. Górnik Zabrze                                                                    | Zagłębie Sosnowiec S. A.                                                               | Legia Varsovia S. A.                                                                   | Segunda estrella de oro otorgada                                                       |
| 1972-73                           | F. K. S. Stal Mielec                                                                   | K. S. Ruch Chorzów                                                                     | K. S. Gwardia Varsovia                                                                 |                                                                                        |
| 1973-74                           | K. S. Ruch Chorzów                                                                     | K. S. Górnik Zabrze                                                                    | F. K. S. Stal Mielec                                                                   |                                                                                        |
| 1974-75                           | K. S. Ruch Chorzów                                                                     | F. K. S. Stal Mielec                                                                   | W. K. S. Śląsk Wrocław                                                                 |                                                                                        |
| 1975-76                           | F. K. S. Stal Mielec (2)                                                               | G. K. S. Tychy                                                                         | Wisła Cracovia S. A.                                                                   |                                                                                        |
| 1976-77                           | W. K. S. Śląsk Wrocław                                                                 | R. T. S. Widzew Łódź                                                                   | K. S. Górnik Zabrze                                                                    |                                                                                        |
| 1977-78                           | Wisła Cracovia S. A.                                                                   | W. K. S. Śląsk Wrocław                                                                 | K. K. S. Lech Poznań                                                                   |                                                                                        |
| 1978-79                           | K. S. Ruch Chorzów                                                                     | R. T. S. Widzew Łódź                                                                   | F. K. S. Stal Mielec                                                                   |                                                                                        |
| 1979-80                           | G. K. S. Szombierki Bytom (1)                                                          | R. T. S. Widzew Łódź                                                                   | Legia Varsovia S. A.                                                                   |                                                                                        |
| 1980-81                           | R. T. S. Widzew Łódź                                                                   | Wisła Cracovia S. A.                                                                   | G. K. S. Szombierki Bytom                                                              |                                                                                        |
| 1981-82                           | R. T. S. Widzew Łódź                                                                   | W. K. S. Śląsk Wrocław                                                                 | F. K. S. Stal Mielec                                                                   |                                                                                        |
| 1982-83                           | K. K. S. Lech Poznań                                                                   | R. T. S. Widzew Łódź                                                                   | K. S. Ruch Chorzów                                                                     |                                                                                        |
| 1983-84                           | K. K. S. Lech Poznań                                                                   | R. T. S. Widzew Łódź                                                                   | K. S. Pogoń Szczecin                                                                   |                                                                                        |
| 1984-85                           | K. S. Górnik Zabrze                                                                    | Legia Varsovia S. A.                                                                   | R. T. S. Widzew Łódź                                                                   |                                                                                        |
| 1985-86                           | K. S. Górnik Zabrze                                                                    | Legia Varsovia S. A.                                                                   | R. T. S. Widzew Łódź                                                                   |                                                                                        |
| 1986-87                           | K. S. Górnik Zabrze                                                                    | K. S. Pogoń Szczecin                                                                   | G. K. S. Katowice                                                                      |                                                                                        |
| 1987-88                           | K. S. Górnik Zabrze (14)                                                               | G. K. S. Katowice                                                                      | Legia Varsovia S. A.                                                                   |                                                                                        |
| 1988-89                           | K. S. Ruch Chorzów (14)                                                                | G. K. S. Katowice                                                                      | K. S. Górnik Zabrze                                                                    |                                                                                        |
| 1989-90                           | K. K. S. Lech Poznań                                                                   | Zagłębie Lubin S. A.                                                                   | G. K. S. Katowice                                                                      |                                                                                        |
| 1990-91                           | Zagłębie Lubin S. A.                                                                   | K. S. Górnik Zabrze                                                                    | Wisła Cracovia S. A.                                                                   |                                                                                        |
| 1991-92                           | K. K. S. Lech Poznań                                                                   | G. K. S. Katowice                                                                      | R. T. S. Widzew Łódź                                                                   |                                                                                        |
| 1992-93                           | K. K. S. Lech Poznań (2)                                                               | Legia Varsovia S. A.                                                                   | Ł. K. S. Łódź                                                                          | Segunda estrella de plata otorgada                                                     |
| 1993-94                           | Legia Varsovia S. A.                                                                   | G. K. S. Katowice                                                                      | K. S. Górnik Zabrze                                                                    |                                                                                        |
| 1994-95                           | Legia Varsovia S. A.                                                                   | R. T. S. Widzew Łódź                                                                   | G. K. S. Katowice                                                                      |                                                                                        |
| 1995-96                           | R. T. S. Widzew Łódź                                                                   | Legia Varsovia S. A.                                                                   | K. S. Hutnik Cracovia                                                                  |                                                                                        |
| 1996-97                           | R. T. S. Widzew Łódź (4)                                                               | Legia Varsovia S. A.                                                                   | A. P. N. Odra Wodzisław S.                                                             |                                                                                        |
| 1997-98                           | Ł. K. S. Łódź (2)                                                                      | K. S. Polonia Varsovia                                                                 | Wisła Cracovia S. A.                                                                   |                                                                                        |
| 1998-99                           | Wisła Cracovia S. A.                                                                   | R. T. S. Widzew Łódź                                                                   | Legia Varsovia S. A.                                                                   |                                                                                        |
| 1999-00                           | K. S. Polonia Varsovia (2)                                                             | Wisła Cracovia S. A.                                                                   | K. S. Ruch Chorzów                                                                     |                                                                                        |
| 2000-01                           | Wisła Cracovia S. A.                                                                   | K. S. Pogoń Szczecin                                                                   | Legia Varsovia S. A.                                                                   |                                                                                        |
| 2001-02                           | Legia Varsovia S. A.                                                                   | Wisła Cracovia S. A.                                                                   | K. S. Amica Wronki                                                                     |                                                                                        |
| 2002-03                           | Wisła Cracovia S. A.                                                                   | K. S. Dyskobolia Grodzisk W.                                                           | G. K. S. Katowice                                                                      |                                                                                        |
| 2003-04                           | Wisła Cracovia S. A.                                                                   | Legia Varsovia S. A.                                                                   | K. S. Amica Wronki                                                                     | Tercera estrella de oro otorgada                                                       |
| 2004-05                           | Wisła Cracovia S. A.                                                                   | K. S. Dyskobolia Grodzisk W.                                                           | Legia Varsovia S. A.                                                                   |                                                                                        |
| 2005-06                           | Legia Varsovia S. A.                                                                   | Wisła Cracovia S. A.                                                                   | Zagłębie Lubin S. A.                                                                   |                                                                                        |
| 2006-07                           | Zagłębie Lubin S. A. (2)                                                               | G. K. S. Bełchatów                                                                     | Legia Varsovia S. A.                                                                   |                                                                                        |
| 2007-08                           | Wisła Cracovia S. A.                                                                   | Legia Varsovia S. A.                                                                   | K. S. Dyskobolia Grodzisk W.                                                           |                                                                                        |
| Ekstraklasa                       |                                                                                        |                                                                                        |                                                                                        |                                                                                        |
| 2008-09                           | Wisła Cracovia S. A.                                                                   | Legia Varsovia S. A.                                                                   | K. K. S. Lech Poznań                                                                   |                                                                                        |
| 2009-10                           | K. K. S. Lech Poznań                                                                   | Wisła Cracovia S. A.                                                                   | K. S. Ruch Chorzów                                                                     |                                                                                        |
| 2010-11                           | Wisła Cracovia S. A. (14)                                                              | W. K. S Śląsk Wrocław                                                                  | Legia Varsovia S. A.                                                                   |                                                                                        |
| 2011-12                           | W. K. S. Śląsk Wrocław (2)                                                             | K. S. Ruch Chorzów                                                                     | Legia Varsovia S. A.                                                                   |                                                                                        |
| 2012-13                           | Legia Varsovia S. A.                                                                   | K. K. S. Lech Poznań                                                                   | W. K. S. Śląsk Wrocław                                                                 |                                                                                        |
| 2013-14                           | Legia Varsovia S. A.                                                                   | K. K. S. Lech Poznań                                                                   | K. S. Ruch Chorzów                                                                     | Cuarta estrella de oro otorgada                                                        |
| 2014-15                           | K. K. S. Lech Poznań                                                                   | Legia Varsovia S. A.                                                                   | Jagiellonia Białystok S. S. A.                                                         |                                                                                        |
| 2015-16                           | Legia Varsovia S. A.                                                                   | G. K. S. Piast Gliwice                                                                 | Zagłębie Lubin S. A.                                                                   |                                                                                        |
| 2016-17                           | Legia Varsovia S. A.                                                                   | Jagiellonia Białystok S. S. A.                                                         | K. K. S. Lech Poznań                                                                   |                                                                                        |
| 2017-18                           | Legia Varsovia S. A.                                                                   | Jagiellonia Białystok S. S. A.                                                         | K. K. S. Lech Poznań                                                                   |                                                                                        |
| 2018-19                           | G. K. S. Piast Gliwice (1)                                                             | Legia Varsovia S. A.                                                                   | K. S. Lechia Gdańsk                                                                    |                                                                                        |
| 2019-20                           | Legia Varsovia S. A.                                                                   | K. K. S. Lech Poznań                                                                   | G. K. S. Piast Gliwice                                                                 |                                                                                        |
| 2020-21                           | Legia Varsovia S. A. (15)                                                              | R. K. S. Raków Częstochowa                                                             | K. S. Pogoń Szczecin                                                                   | Récord de títulos                                                                      |
| 2021-22                           | K. K. S. Lech Poznań                                                                   | R. K. S. Raków Częstochowa                                                             | K. S. Pogoń Szczecin                                                                   |                                                                                        |
| 2022-23                           | R. K. S. Raków Częstochowa (1)                                                         | Legia Varsovia S. A.                                                                   | K. K. S. Lech Poznań                                                                   |                                                                                        |
| 2023-24                           | Jagiellonia Białystok S. S. A. (1)                                                     | W. K. S. Śląsk Wrocław                                                                 | Legia Varsovia S. A.                                                                   |                                                                                        |
| 2024-25                           | K. K. S. Lech Poznań (9)                                                               | R. K. S. Raków Częstochowa                                                             | Jagiellonia Białystok S. S. A.                                                         |                                                                                        |
| 2025-26                           |                                                                                        |                                                                                        |                                                                                        |                                                                                        |

## Palmarés
Nota: indicados en cursiva los campeonatos logrados antes de la creación de la Ekstraklasa en 1927.
| Club                             | Títulos | Subcamp. | Años de los campeonatos                                                                  |
| -------------------------------- | ------- | -------- | ---------------------------------------------------------------------------------------- |
| Legia Varsovia                   | 15      | 14       | 1955, 1956, 1969, 1970, 1994, 1995, 2002, 2006, 2013, 2014, 2016, 2017, 2018, 2020, 2021 |
| Wisła Cracovia                   | 14      | 13       | 1927, 1928, 1949, 1950, 1951,(1) 1978, 1999, 2001, 2003, 2004, 2005, 2008, 2009, 2011    |
| Ruch Chorzów                     | 14      | 6        | 1933, 1934, 1935, 1936, 1938, 1951,(1) 1952, 1953, 1960, 1968, 1974, 1975, 1979, 1989    |
| Górnik Zabrze                    | 14      | 4        | 1957, 1959, 1961, 1963, 1964, 1965, 1966, 1967, 1971, 1972, 1985, 1986, 1987, 1988       |
| Lech Poznań                      | 9       | 3        | 1983, 1984, 1990, 1992, 1993, 2010, 2015, 2022, 2025                                     |
| KS Cracovia                      | 5       | 2        | 1921, 1930, 1932, 1937, 1948                                                             |
| Widzew Łódź                      | 4       | 7        | 1981, 1982, 1996, 1997                                                                   |
| Pogoń Lwów                       | 4       | 3        | 1922, 1923, 1925, 1926                                                                   |
| Warta Poznań                     | 2       | 5        | 1929, 1947                                                                               |
| Polonia Bytom                    | 2       | 4        | 1954, 1962                                                                               |
| Śląsk Wrocław                    | 2       | 4        | 1977, 2012                                                                               |
| Polonia Varsovia                 | 2       | 3        | 1946, 2000                                                                               |
| ŁKS Łódź                         | 2       | 1        | 1958, 1998                                                                               |
| Stal Mielec                      | 2       | 1        | 1973, 1976                                                                               |
| Zagłębie Lubin                   | 2       | 1        | 1991, 2007                                                                               |
| Raków Częstochowa                | 1       | 3        | 2023                                                                                     |
| Jagiellonia Białystok            | 1       | 2        | 2024                                                                                     |
| Garbarnia Cracovia               | 1       | 1        | 1931                                                                                     |
| Szombierki Bytom                 | 1       | 1        | 1980                                                                                     |
| Piast Gliwice                    | 1       | 1        | 2019                                                                                     |
| GKS Katowice                     | -       | 4        |                                                                                          |
| Zagłębie Sosnowiec               | -       | 4        |                                                                                          |
| Pogoń Szczecin                   | -       | 2        |                                                                                          |
| Dyskobolia Grodzisk Wielkopolski | -       | 2        |                                                                                          |

### Condecoraciones

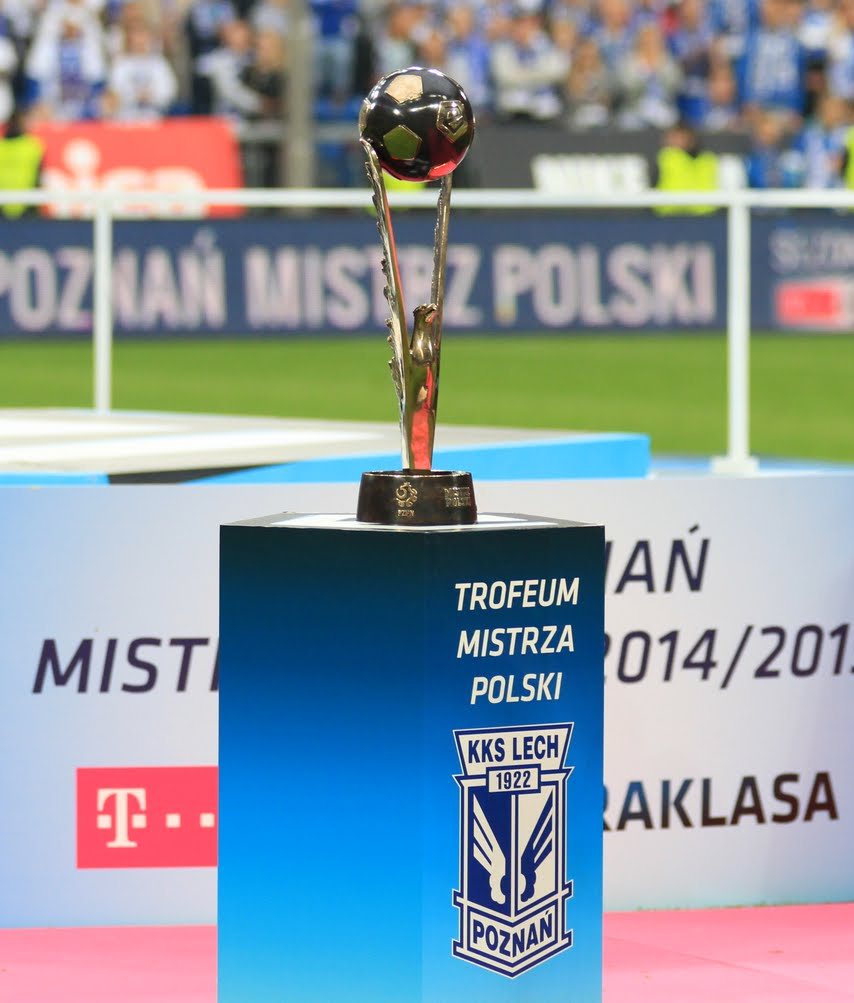
El título en manos del Lech Poznań en la temporada 2014-15.

En algunas ligas de fútbol europeas, los clubes más exitosos reciben una condecoración por haber ganado varios títulos del campeonato nacional. En el fútbol polaco se coloca una estrella dorada sobre el equipo condecorado, indicando que ha ganado diez títulos del Campeonato de Polonia. Los actuales cuatro clubes con una estrella de oro son el Ruch Chorzów, el Górnik Zabrze, el Wisła Cracovia y el Legia Varsovia, este último condecorado al finalizar la temporada 2013-14. De igual forma, aquellos equipos con más de cinco títulos de liga obtienen una estrella de plata, siendo el Lech Poznań y el KS Cracovia los únicos hasta la fecha en tenerlas.
- Estrella de oro, 10 o más títulos de liga
  -  Ruch Chorzów
  -  Górnik Zabrze
  -  Wisła Cracovia
  -  Legia Varsovia
- Estrella de plata, 5-9 títulos de liga
  -  Lech Poznań
  -  KS Cracovia

## Estadísticas

### Clasificación histórica
Los 3595 puntos logrados por el Legia Varsovia lo sitúan como líder de la clasificación histórica de la competición entre los 86 equipos que alguna vez han participado en la misma, siendo además el club con mayor número de presencias en la máxima categoría, con un total de 88 temporadas. 668 puntos por debajo se encuentra el segundo clasificado, el Wisła Cracovia. Elaborada por la Asociación Polaca de Fútbol, se basa en los puntos conseguidos por cada equipo en la Ekstraklasa a partir en el sistema de puntuación vigente por victorias de dos o tres puntos al vencedor, y estableciendo un registro histórico con el de tres puntos.
| Pos |  | Club           | Temporadas | Puntos | PJ   | PG   | PE  | PP  | Títulos | Mej. pos. |
| --- |  | -------------- | ---------- | ------ | ---- | ---- | --- | --- | ------- | --------- |
| 1°  |  | Legia Varsovia | 88         | 3595   | 2468 | 1217 | 611 | 640 | 15      | 1.º       |
| 2°  |  | Wisła Cracovia | 82         | 2927   | 2231 | 984  | 559 | 688 | 14      | 1.°       |
| 3°  |  | Górnik Zabrze  | 67         | 2553   | 1982 | 837  | 561 | 584 | 14      | 1.°       |
| 4°  |  | Lech Poznań    | 64         | 2489   | 1886 | 779  | 515 | 592 | 9       | 1.°       |
| 5°  |  | Ruch Chorzów   | 78         | 2460   | 2101 | 847  | 569 | 685 | 14      | 1.°       |
| 6°  |  | ŁKS Łódź       | 67         | 1809   | 1790 | 610  | 486 | 694 | 2       | 1.°       |
| 7°  |  | Pogoń Szczecin | 52         | 1790   | 1583 | 542  | 444 | 597 | -       | 2.º       |
| 8°  |  | Śląsk Wrocław  | 46         | 1684   | 1439 | 509  | 428 | 502 | 2       | 1.°       |
| 9°  |  | Widzew Łódź    | 38         | 1489   | 1177 | 460  | 358 | 359 | 4       | 1.°       |
| 10° |  | Zagłębie Lubin | 36         | 1484   | 1159 | 423  | 320 | 416 | 2       | 1.°       |

### Tabla histórica de goleadores
El máximo goleador de la competición es el polaco Ernest Pohl con 186 goles, seguido de sus compatriotas Lucjan Brychczy y Gerard Cieślik con 182 y 168 goles respectivamente, manteniéndose como la mejor marca en la historia del torneo desde que la estableciese al final de su trayectoria deportiva en 1967. El mejor promedio anotador de la competición corresponde a Ernest Wilimowski con 1,34 goles por partido, marcando con el Ruch Chorzów 117 tantos en 87 encuentros entre 1929 y 1939. Aquellos jugadores que superan la barrera de los 100 goles entran dentro del llamado Klub 100, un listado publicado por el diario deportivo Przegląd Sportowy que reagrupa a los más de treinta futbolistas que han sobrepasado dicha cifra. Hasta la fecha, el único extranjero en formar parte de dicha lista es el portugués Flávio Paixão.
Nota: Contabilizados los partidos y goles según actas oficiales. En negrita jugadores activos y club actual.
| \| Pos. \| Jugador \| G. \| Part. \| Prom. \| Temp. \| Clubes \| \| ---- \| -------------------- \| --- \| ----- \| ----- \| --------- \| ------------------------------------------------ \| \| 1 \| Ernest Pohl \| 186 \| 264 \| 0.70 \| 1954–67 \| Legia Varsovia (43), Górnik Zabrze (143) \| \| 2 \| Lucjan Brychczy \| 182 \| 368 \| 0.49 \| 1954–71 \| Legia Varsovia (182) \| \| 3 \| Gerard Cieślik \| 168 \| 237 \| 0.71 \| 1948–59 \| Ruch Chorzów (168) \| \| 4 \| Tomasz Frankowski \| 167 \| 302 \| 0.55 \| 1992–2013 \| Jagiellonia Białystok (52), Wisła Cracovia (115) \| \| 5 \| Teodor Peterek \| 157 \| 192 \| 0.82 \| 1928–48 \| Ruch Chorzów (157) \| \| 6 \| Włodzimierz Lubański \| 155 \| 234 \| 0.66 \| 1963–75 \| Górnik Zabrze (155) \| \| 7 \| Kazimierz Kmiecik \| 153 \| 304 \| 0.50 \| 1968–82 \| Wisła Cracovia (153) \| \| 8 \| Paweł Brożek \| 149 \| 374 \| 0.40 \| 2001–20 \| Wisła Cracovia (144), GKS Katowice (5) \| \| 9 \| Jan Liberda \| 146 \| 304 \| 0.48 \| 1954–71 \| Polonia Bytom (146) \| \| 10 \| Teodor Anioła \| 138 \| 196 \| 0.70 \| 1948–61 \| Lech Poznań (138) \| Estadísticas actualizadas hasta el 18 de junio de 2025. |                      |     |       |       |           |                                                  |
| Pos. | Jugador              | G.  | Part. | Prom. | Temp.     | Clubes                                           |
| 1 | Ernest Pohl          | 186 | 264   | 0.70  | 1954–67   | Legia Varsovia (43), Górnik Zabrze (143)         |
| 2 | Lucjan Brychczy      | 182 | 368   | 0.49  | 1954–71   | Legia Varsovia (182)                             |
| 3 | Gerard Cieślik       | 168 | 237   | 0.71  | 1948–59   | Ruch Chorzów (168)                               |
| 4 | Tomasz Frankowski    | 167 | 302   | 0.55  | 1992–2013 | Jagiellonia Białystok (52), Wisła Cracovia (115) |
| 5 | Teodor Peterek       | 157 | 192   | 0.82  | 1928–48   | Ruch Chorzów (157)                               |
| 6 | Włodzimierz Lubański | 155 | 234   | 0.66  | 1963–75   | Górnik Zabrze (155)                              |
| 7 | Kazimierz Kmiecik    | 153 | 304   | 0.50  | 1968–82   | Wisła Cracovia (153)                             |
| 8 | Paweł Brożek         | 149 | 374   | 0.40  | 2001–20   | Wisła Cracovia (144), GKS Katowice (5)           |
| 9 | Jan Liberda          | 146 | 304   | 0.48  | 1954–71   | Polonia Bytom (146)                              |
| 10 | Teodor Anioła        | 138 | 196   | 0.70  | 1948–61   | Lech Poznań (138)                                |

### Jugadores con mayor cantidad de partidos disputados
Entre los jugadores que más partidos han disputado a lo largo de la historia de la competición destaca por encima de todos el cracoviano Łukasz Surma, quien disputó un total de 559 partidos entre los cuatro conjuntos en los que militó en la máxima categoría durante 21 temporadas, siendo además el único jugador que ha conseguido sobrepasar los 500 partidos en la Ekstraklasa. Tras él se sitúan los 458 de Marcin Malinowski y los 452 de Marek Chojnacki, completando el podio de los tres futbolistas que han disputado más de 450 partidos en la competición liguera. El guardameta Janusz Jojko es el jugador que más temporadas (23) han militado en la primera división polaca, además de ser el jugador más veterano en disputar un encuentro en liga, con 43 años y 41 días.
Nota: En negrita jugadores activos y club actual.
| \| Pos. \| Jugador \| Part. \| Tit. \| Temp. \| Clubes \| \| ---- \| ------------------ \| ----- \| ---- \| ------- \| ----------------------------------------------------------------------------------------------------------------------------------------------- \| \| 1 \| Łukasz Surma \| 559 \| \| 1996-17 \| Wisła Cracovia (50), Ruch Chorzów (261), Legia Varsovia (123), Lechia Gdańsk (125) \| \| 2 \| Marcin Malinowski \| 458 \| \| 1997-15 \| Odra Wodzisław Śląski (303), Ruch Chorzów (155) \| \| 3 \| Marek Chojnacki \| 452 \| \| 1978-96 \| ŁKS Łódź (452) \| \| 4 \| Arkadiusz Głowacki \| 435 \| \| 1997-18 \| Lech Poznań (75), Wisła Cracovia (360) \| \| 5 \| Łukasz Trałka \| 431 \| \| 2004-22 \| 6 equiposPogoń Szczecin (38), ŁKS Łódź (8), Lechia Gdańsk (16), Polonia Varsovia (92), Lech Poznań (217), Warta Poznań (60) \| \| 6 \| Dariusz Gęsior \| 427 \| \| 1988-06 \| 6 equiposRuch Chorzów (178), Widzew Łódź (103), Pogoń Szczecin (33), Amica Wronki (37), Wisła Płock (63), Dyskobolia Grodzisk Wielkopolski (13) \| \| 7 \| Łukasz Madej \| 417 \| \| 1999-18 \| 7 equiposŁKS Łódź (75), Ruch Chorzów (26), Lech Poznań (63), Górnik Łęczna (17), Śląsk Wrocław (111), GKS Bełchatów (24), Górnik Zabrze (101) \| \| 8 \| Janusz Jojko \| 416 \| \| 1980-03 \| Ruch Chorzów (116), GKS Katowice (276), KSZO Ostrowiec Świętokrzyski (24) \| \| = \| Marek Zieńczuk \| 416 \| \| 2000-16 \| Amica Wronki (122), Wisła Cracovia (132), Lechia Gdańsk (3), Ruch Chorzów (159) \| \| 10 \| Zygfryd Szołtysik \| 395 \| \| 1962-78 \| Górnik Zabrze (395) \| Estadísticas actualizadas hasta el 18 de junio de 2025. |                    |       |      |         | |
| Pos. | Jugador            | Part. | Tit. | Temp.   | Clubes |
| 1 | Łukasz Surma       | 559   |      | 1996-17 | Wisła Cracovia (50), Ruch Chorzów (261), Legia Varsovia (123), Lechia Gdańsk (125)                                                              |
| 2 | Marcin Malinowski  | 458   |      | 1997-15 | Odra Wodzisław Śląski (303), Ruch Chorzów (155)                                                                                                 |
| 3 | Marek Chojnacki    | 452   |      | 1978-96 | ŁKS Łódź (452) |
| 4 | Arkadiusz Głowacki | 435   |      | 1997-18 | Lech Poznań (75), Wisła Cracovia (360) |
| 5 | Łukasz Trałka      | 431   |      | 2004-22 | 6 equiposPogoń Szczecin (38), ŁKS Łódź (8), Lechia Gdańsk (16), Polonia Varsovia (92), Lech Poznań (217), Warta Poznań (60)                     |
| 6 | Dariusz Gęsior     | 427   |      | 1988-06 | 6 equiposRuch Chorzów (178), Widzew Łódź (103), Pogoń Szczecin (33), Amica Wronki (37), Wisła Płock (63), Dyskobolia Grodzisk Wielkopolski (13) |
| 7 | Łukasz Madej       | 417   |      | 1999-18 | 7 equiposŁKS Łódź (75), Ruch Chorzów (26), Lech Poznań (63), Górnik Łęczna (17), Śląsk Wrocław (111), GKS Bełchatów (24), Górnik Zabrze (101)   |
| 8 | Janusz Jojko       | 416   |      | 1980-03 | Ruch Chorzów (116), GKS Katowice (276), KSZO Ostrowiec Świętokrzyski (24)                                                                       |
| = | Marek Zieńczuk     | 416   |      | 2000-16 | Amica Wronki (122), Wisła Cracovia (132), Lechia Gdańsk (3), Ruch Chorzów (159)                                                                 |
| 10 | Zygfryd Szołtysik  | 395   |      | 1962-78 | Górnik Zabrze (395) |